# High Stakes (film, 1989)
Pour les articles homonymes, voir High Stakes.
Pour plus de détails, voir Fiche technique et Distribution.
High Stakes est un film américain réalisé par Amos Kollek en 1989.

## Synopsis
Melanie Rose, une strip-teaseuse mieux connue sous le pseudonyme de Bambi, voit sa fille Karen se faire kidnapper.

## Fiche technique
- Titre : High Stakes
- Réalisation : Amos Kollek
- Scénario : Amos Kollek
- Musique : Mira J. Spektor
- Photographie : Marc Hirschfeld
- Montage : Robert M. Reitano
- Production : Amos Kollek
- Société de distribution : Vidmark Entertainment (États-Unis)
- Pays de production :  États-Unis
- Genre : Thriller
- Durée : 102 minutes
- Date de sortie : 
  - États-Unis : 6 octobre 1989 (Boston)

## Distribution
- Sally Kirkland : Bambi / Melanie Rose
- Robert LuPone : John Stratton
- Richard Lynch : Slim
- Sarah Michelle Gellar : Karen Rose (comme Sarah Gellar)
- Kathy Bates : Jill
- W.T. Martin : Bob
- Eddie Earl Hatch : Earl
- Betty Miller : Mother
- Maia Danziger : Veronica
- Jesse Corti : Super
- Samantha Louca : Stratton Receptionist
- Larry Block (en) : Harvey
- June Stein : Betty
- Michael Steinhardt : Good Time Man
- Maggie Wagner : Woman in Bar
- Edward Black : le videur
- William James Kennedy : l'homme dans l'arrière-boutique (comme William Kennedy)
- Joe Cirillo : Waiter
- Rose Parra : Tina
- Margaret Briggs Brooks : cliente, aussi doublure de Sally Kirkland (non créditée)
- Owen Lund : le client odieux (non crédité)